# Sterrhochaeta biflexa
Sterrhochaeta biflexa är en fjärilsart som beskrevs av Louis Beethoven Prout 1941. Sterrhochaeta biflexa ingår i släktet Sterrhochaeta och familjen mätare. Inga underarter finns listade i Catalogue of Life.